# Ulrich Friedrich von Suhm
Ulrich Friedrich von Suhm (* 29. April 1691 in Dresden; † 8. November 1740 in Sankt Petersburg) war ein Diplomat und ein Freund Friedrichs des Großen.

## Familie
Ulrich Friedrich von Suhm entstammte der dänischen Adelsfamilie Suhm und war ein Sohn des königlich polnischen und kursächsischen Geheimen Kriegs- und Kammerrat Burchard von Suhm (1666–1720) und der Gesilla von Brüggemann (1672–1711).
Er heiratete 1721 Charlotte von der Lieth (1700–1730), die Tochter des sächsischen Diplomaten Albrecht von der Lieth. Aus der Ehe gingen eine Tochter und fünf Söhne hervor, darunter:
- Jacob Heinrich (1722–1733)
- Ernst Ulrich Peter (* 6. Dezember 1723; † 6. Mai 1757), preußischer Hauptmann ⚭ Anna Louise Bonnafus (Bonavos, Bonafous)
- Magrethe Alberine Conradine (* 12. März 1725) ⚭ 1750 Robert Keith († 14. Februar 1771), dänischer Generalmajor, Kommandant von Rendsburg
- Nikolaus (* 23. Oktober 1726; † 1746), Fähnrich
- Burkhard Siegfried Karl (* 5. September 1728), preußischer Major
- Friedrich Christian (1730–1732)

## Leben
Er studierte in Genf, fand anschließend eine Anstellung in der Kanzlei Jacob Heinrich von Flemmings bzw. im kursächsischen auswärtigen Departement des Geheimen Kabinetts. 1717 wurde er Legationsrat und begleitete 1718 Flemmings Gesandtschaft nach Wien.
In den Jahren 1720–1730 war Suhm kursächsischer Gesandter am Berliner Hof, trat hier mit dem damaligen Kronprinzen Friedrich II. in enge Verbindung und stand mit demselben zeitlebens in einem sehr freundschaftlichen und philosophischem Briefwechsel, der nach dem Tode des Königs unter dem Titel Correspondance familiaire de Frédéric II avec U. F. de S. in zwei Bänden erschien. Spätestens 1722 wurde Suhm auch kursächsischer Geheimer Kriegsrat. Suhm übersetzte 1736/1737 für den preußischen Kronprinzen die Deutsche Metaphysik Christian Wolffs ins Französische.
Von 1730 bis 1736 bezog Suhm eine Pension, wurde jedoch 1736 sächsischer Gesandter in Russland. 1740 dann, mit dem Regierungsantritt Friedrichs II. in Preußen, trat Suhm in preußische Dienste über, konnte diese Stelle jedoch nicht mehr antreten, da er am 8. November 1740 in Sankt Petersburg verstarb.
Suhm besaß als Erbherr auch die alten Zuhm'schen Lehen Marlow und Trockendorf auf Rügen. Erst 1763 wurden diese Güter vom schwedischen König an Julius Christoph von der Lancken verlehnt.
Das Suhm zu den Freunden Friedrich II. zählte, zeigte sich auch in der Fürsorge des Königs für Suhms Verwandtschaft nach dessen Ableben.